# بارك سو بين
بارك جي سو، المعروفة بإسم سوبين أو دالسووبين (بالكورية: 박수빈)‏ هي مغنية وكاتبة أغاني ومقدمة تلفزيونية كورية جنوبية، ولدت يوم 12 فبراير 1994 في غوانغجو في كوريا الجنوبية.

## روابط خارجية
- Subin على موقع IMDb (الإنجليزية)
- Subin على موقع ميوزك برينز (الإنجليزية)
- Subin على موقع ديسكوغز (الإنجليزية)